# Henry Lamb
Pour les articles homonymes, voir Lamb.
Henry Taylor Lamb est un peintre britannique né à Adélaïde en Australie le 21 juin 1883 et décédé le 8 octobre 1960. Il est un élève de Augustus John et un membre fondateur du Camden Town Group.